# آوی‌تریپتان
آوی‌تریپتان (انگلیسی: Avitriptan) یک داروی ضدمیگرن از خانواده تریپتان است که هرگز به بازار عرضه نشد. این دارو به عنوان آگونیست گیرنده 5-HT1B و 5-HT1D عمل می‌کند.